# Psychomyia extensa
Psychomyia extensa is een schietmot uit de familie Psychomyiidae. De soort komt voor in het Oriëntaals gebied.